# Perlica czarna
Perlica czarna (Guttera plumifera) – gatunek ptaka z rodziny perlic (Numididae). Zasiedla środkową Afrykę. Nie jest zagrożony wyginięciem.
Podobna do perlicy czubatej (Guttera pucherani). Mierzy około 45–51 cm długości, waży około 0,75–1 kg.
SystematykaWyróżniono dwa podgatunki G. plumifera:
- G. plumifera plumifera – południowy Kamerun, północne Kongo, środkowo-północna i południowa Republika Środkowoafrykańska na południe przez Gwineę Równikową oraz północny i zachodni Gabon do północnej Angoli (prowincja Kabinda).
- G. plumifera schubotzi – północna i wschodnia Demokratyczna Republika Konga

StatusMiędzynarodowa Unia Ochrony Przyrody (IUCN) uznaje perlicę czarną za gatunek najmniejszej troski (LC – Least Concern) nieprzerwanie od 1988 roku. Trend liczebności populacji uznaje się za spadkowy.